# Scherminstallatie (glastuinbouw)

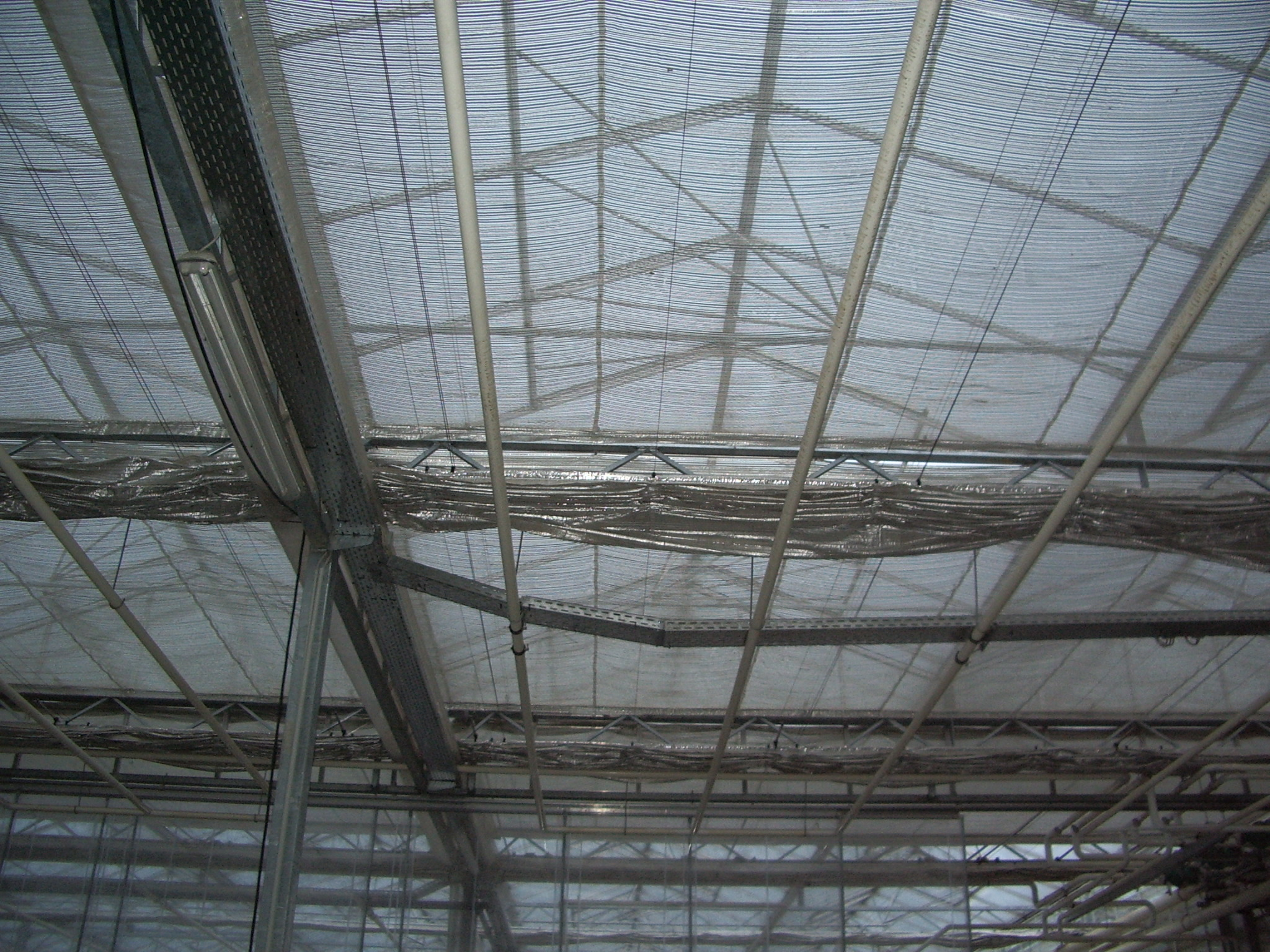
Dubbellaags energiescherm

Een scherminstallatie is een installatie (vaak gebruikt in warenhuizen in de glastuinbouw) die ervoor zorgt dat de warme lucht binnen blijft (energiebesparing) en de sterke zonnestralen buiten houdt. Scherming heeft zijn grote opmars gemaakt in de jaren 1980 door de snel stijgende energieprijzen.

## Aandrijving
De eerste scherminstallaties werden vaak handmatig aangedreven door middel van een handslinger.
De moderne scherminstallaties worden echter bediend door middel van een elektromotor.
Welke op zijn beurt weer wordt bestuurd door een computer. 

## Opbouw schermdoek
Energie schermen bestaan uit een plantaardige en synthetische opbouw.
Ze zijn verkrijgbaar in diverse uitvoeringen, het belangrijkste ingrediënt is, naast de eigenlijke stof, aluminium, dat is verweven in dunne reepjes en erop gelijmd.
Door het gebruik van aluminium vermindert de lichtinval.

## Soorten scherminstallaties
- vlakke installatie
- tent installatie
- Twingevel
- schaduwhallen